# Artūras Vieta
Artūras Vieta är en litauisk kanotist som innan frigörelsen tävlade för Sovjetunionen.
Han tog bland annat VM-guld i K-4 10000 meter i samband med sprintvärldsmästerskapen i kanotsport 2011 i Szeged.